# FC Ekeren
FC Ekeren is een Belgische voetbalclub uit Ekeren. De club is aangesloten bij de KBVB met stamnummer 9306 en heeft blauw en wit als kleuren. Het thuistenue is volledig blauw en het uittenue is volledig wit. De club speelt in de provinciale reeksen. De thuiswedstrijden worden gespeeld op de Bist.

## Geschiedenis
De club ontstond vanuit het café Schuttershof in 1966 als FC Schuttershof. Men had net elf spelers, net genoeg voor een ploeg. De eerste clubkleuren waren groen en wit en men ging vriendschappelijk wedstrijden spelen op een B-terrein van Germinal Ekeren. In oktober 1967 ging men voor het eerst competitiewedstrijden spelen in het Arbeidersvoetbalverbond van België. De ploeg speelde er acht jaar in de bevorderingsreeksen. In 1975 verhuisde men naar café De Koperen, de naam werd gewijzigd in FC Ekeren en men ging spelen op nieuwe terreinen aan de Bist. De club bouwde zelf nog een kantine en kleedkamers. De clubkleuren waren blauw en geel. In 1978 werd FC Ekeren een vzw. De ploeg behaalde daarna drie opeenvolgende titels en steeg naar de hoogste afdeling in het verbond waarin men actief was. De club verbleef er dertien seizoenen en groeide ondertussen uit naar drie elftallen.
In 1997 maakte de club uiteindelijk de overstap naar KBVB, waar men stamnummer 9306 kreeg toegekend. De clubkleuren werden blauw en wit. De club ging er van start op het allerlaagste niveau, Vierde Provinciale. In 1998 won Ekeren er al met ruime voorsprong zijn reeks en promoveerde zo naar Derde Provinciale, na 86 op 90 te hebben behaald. Dit is een record in het Belgische voetbal.
Ook daar deed men het goed en in 2000 stootte men door naar Tweede Provinciale. Het eerste verblijf duurde er maar een jaar, maar in 2002 keerde de club terug in Tweede Provinciale. Na een degradatie en aantal jaar in Derde Provinciale leverde een titel in 2011 nogmaals promotie naar Tweede Provinciale op.
Acht jaar later, in het seizoen 2018-19, promoveerde men opnieuw na zevende te zijn geëindigd. Loenhout had toen gesjoemeld met spelers, waardoor een plek in Tweede Provinciale vrijkwam. Dit verblijf bleek echter van korte duur, namelijk één jaar. Ze kwamen vier doelpunten tekort om erin te blijven en degradeerde terug naar de Derde Provinciale. Men liet er geen gras over groeien, want het seizoen daarna promoveerde ze opnieuw na eerst geëindigd te zijn, voor de tussenkomst van het coronavirus.

## Resultaten
| Seizoen | Klasse | Klasse | Klasse | Klasse | Klasse | Klasse | Klasse | Klasse | Klasse | Reeks                                                    | Punten                                                   | Opmerkingen                                                                         |
|         | I      | I      | II     | III    | IV     | P.I    | P.II   | P.III  | P.IV   |                                                          |                                                          |                                                                                     |
| ------- | ------ | ------ | ------ | ------ | ------ | ------ | ------ | ------ | ------ | -------------------------------------------------------- | -------------------------------------------------------- | ----------------------------------------------------------------------------------- |
| 2003/04 |        |        |        |        |        |        | 3      |        |        | Tweede prov. Antw                                        | 60                                                       |                                                                                     |
| 2004/05 |        |        |        |        |        |        | 6      |        |        | Tweede prov. Antw                                        | 46                                                       |                                                                                     |
| 2005/06 |        |        |        |        |        |        | 6      |        |        | Tweede prov. Antw                                        | 50                                                       |                                                                                     |
| 2006/07 |        |        |        |        |        |        | 10     |        |        | Tweede prov. Antw                                        | 37                                                       |                                                                                     |
| 2007/08 |        |        |        |        |        |        | 14     |        |        | Tweede prov. Antw                                        | 33                                                       |                                                                                     |
| 2008/09 |        |        |        |        |        |        |        | 5      |        | Derde prov. Antw                                         | 55                                                       |                                                                                     |
| 2009/10 |        |        |        |        |        |        |        | 4      |        | Derde prov. Antw                                         | 57                                                       |                                                                                     |
| 2010/11 |        |        |        |        |        |        |        | 1      |        | Derde prov. Antw                                         | 66                                                       |                                                                                     |
| 2011/12 |        |        |        |        |        |        | 15     |        |        | Tweede prov. Antw                                        | 25                                                       |                                                                                     |
| 2012/13 |        |        |        |        |        |        |        | 8      |        | Derde prov. Antw                                         | 41                                                       |                                                                                     |
| 2013/14 |        |        |        |        |        |        |        | 7      |        | Derde prov. Antw                                         | 45                                                       |                                                                                     |
| 2014/15 |        |        |        |        |        |        |        | 10     |        | Derde prov. Antw                                         | 39                                                       |                                                                                     |
| 2015/16 |        |        |        |        |        |        |        | 3      |        | Derde prov. Antw                                         | 54                                                       |                                                                                     |
|         | 1A     | 1B     | 1Am    | 2Am    | 3Am    | P.I    | P.II   | P.III  | P.IV   | Vanaf 2016-17 zijn er 3 nationale en 2 regionale niveaus | Vanaf 2016-17 zijn er 3 nationale en 2 regionale niveaus | Vanaf 2016-17 zijn er 3 nationale en 2 regionale niveaus                            |
| 2016/17 |        |        |        |        |        |        |        | 5      |        | Derde prov. Antw                                         | 48                                                       |                                                                                     |
| 2017/18 |        |        |        |        |        |        |        | 5      |        | Derde prov. Antw                                         | 52                                                       |                                                                                     |
| 2018/19 |        |        |        |        |        |        | 14     |        |        | Tweede prov. Antw                                        | 30                                                       |                                                                                     |
| 2019/20 |        |        |        |        |        |        |        | 1      |        | Derde prov. Antw                                         | 61                                                       | Het seizoen werd vroegtijdig stopgezet, na 25 speeldagen, door de covid-19-pandemie |
| 2020/21 |        |        |        |        |        |        | 10     |        |        | Tweede prov. Antw                                        | 7                                                        | Het seizoen werd vroegtijdig stopgezet, na 5 speeldagen, door de covid-19-pandemie  |
| 2021/22 |        |        |        |        |        |        | 13     |        |        | Tweede prov. Antw                                        | 32                                                       | Eindronde verloren tegen Wuustwezel, met als gevolg degradatie                      |
| 2022/23 |        |        |        |        |        |        |        | 1      |        | Derde prov. Antw A                                       | 74                                                       |                                                                                     |
| 2023/24 |        |        |        |        |        |        | 3      |        |        | Tweede prov. Antw A                                      | 58                                                       |                                                                                     |
| 2024/25 |        |        |        |        |        |        | 9      |        |        | Tweede prov. Antw A                                      | 42                                                       |                                                                                     |
| 2025/26 |        |        |        |        |        |        |        |        |        | Tweede prov. Antw A                                      |                                                          |                                                                                     |